# 青岛理工大学
青岛理工大学，是中华人民共和国山东省青岛市的一所以工为主，涵盖理、工、经、管、文、法多学科综合性大学。是国家首批地方高校“111计划”建设单位、全国首批深化创新创业教育改革示范高校、山东省重点建设的应用基础型人才培养特色名校、山东省首批高水平大学“强特色”建设高校。

## 历史沿革
始建于1952年12月。1953年6月，由山东省划归中央人民政府重工业部；1960年6月更名为 “山东冶金学院”，开始招收本科生。1978年更名为“山东冶金工业学院”，隶属冶金工业部。1985年9月更名为“青岛建筑工程学院”，1993年被批准成为硕士学位授予单位。1998年11月划转山东省教育厅主管。2004年5月经教育部批准更名为“青岛理工大学”，2005年被批准为博士学位授予权单位。
2021年2月2日，经中华人民共和国教育部批准，原属青岛理工大学管理的独立学院青岛理工大学琴岛学院脱离该校管理，并转设为民办普通高等学校青岛城市学院，由青岛盛世华侨教育管理有限公司全资持有。

## 简介
现有青岛市北、青岛黄岛老校区，黄岛新校区和临沂四个校区，以及琴岛学院一个二级学院。青岛理工大学本部占地177.94万平方米，校舍建筑面积98.90万平方米。下设二级学科博士点7个，硕士学位授权一级学科13 个，二级学科硕士点59个，工程硕士专业学位培养领域9个，16个同等学力申请硕士学位专业，本科专业57个。省部级重点学科、重点实验室和工程技术研究中心19个，博士后工作站研发基地2个。
截至2011年6月，在校普通本专科生28631人，全日制博士、硕士研究生1100人。教职工2238人。师资队伍中教授170人，副教授490人；博士生导师23人，硕士生导师327人。特聘中国工程院院士6人，外籍俄罗斯联邦科学院院士1人。有全国高校教学教学名师1人，“泰山学者特聘教授6人，“百千万人才工程”国家级人选3人，全国优秀教师7人，山东省教学名师6人，享受国务院政府特殊津贴的专家28人。

## 学院设置
- 土木工程学院
- 机械工程学院
- 环境与市政工程学院 （页面存档备份，存于）
- 建筑学院 （页面存档备份，存于）
- 理学院 （页面存档备份，存于）
- 计算机工程学院 （页面存档备份，存于）
- 通信与电子工程学院 （页面存档备份，存于）
- 自动化工程学院 （页面存档备份，存于）
- 汽车与交通学院
- 商学院 （页面存档备份，存于）
- 管理学院 （页面存档备份，存于）
- 经贸学院 （页面存档备份，存于）
- 艺术学院 （页面存档备份，存于）
- 外国语学院 （页面存档备份，存于）
- 人文与社会科学学院 （页面存档备份，存于）
- 国际学院
- 马克思主义学院 （页面存档备份，存于）
- 继续教育学院
- 体育教学部 （页面存档备份，存于）
- 高等职业学院